# Kjell Lindgren
Kjell Norwood Lindgren (Taipei (Taiwan), 23 januari 1973) is een Amerikaans ruimtevaarder. In 2015 verbleef hij 141 dagen aan boord van het Internationaal ruimtestation ISS.
Lindgren maakt deel uit van NASA Astronautengroep 20. Deze groep van 14 astronauten begonnen hun training in augustus 2009 en werden op 4 november 2011 astronaut. 
Lindgren’s eerste en enige ruimtevlucht was Sojoez TMA-17M en vond plaats op 22 juli 2015. Deze vlucht bracht de bemanningsleden naar het ISS. Hij maakte deel uit van de bemanning van ISS-Expeditie 44 en 45. Tijdens zijn missie maakte hij twee ruimtewandelingen. Lindgren stond ook enige tijd reserve voor Crew Dragon-testvlucht SpX-DM2.
Op 9 december 2020 werd Lindgren samen met zeventien anderen opgenomen in de eerste groep astronauten voor het Artemisprogramma.
Op 12 februari 2021 werd bekendgemaakt dat Lindgren in 2022 zou deelnemen aan vlucht SpaceX Crew-4.